# Shawn Layden

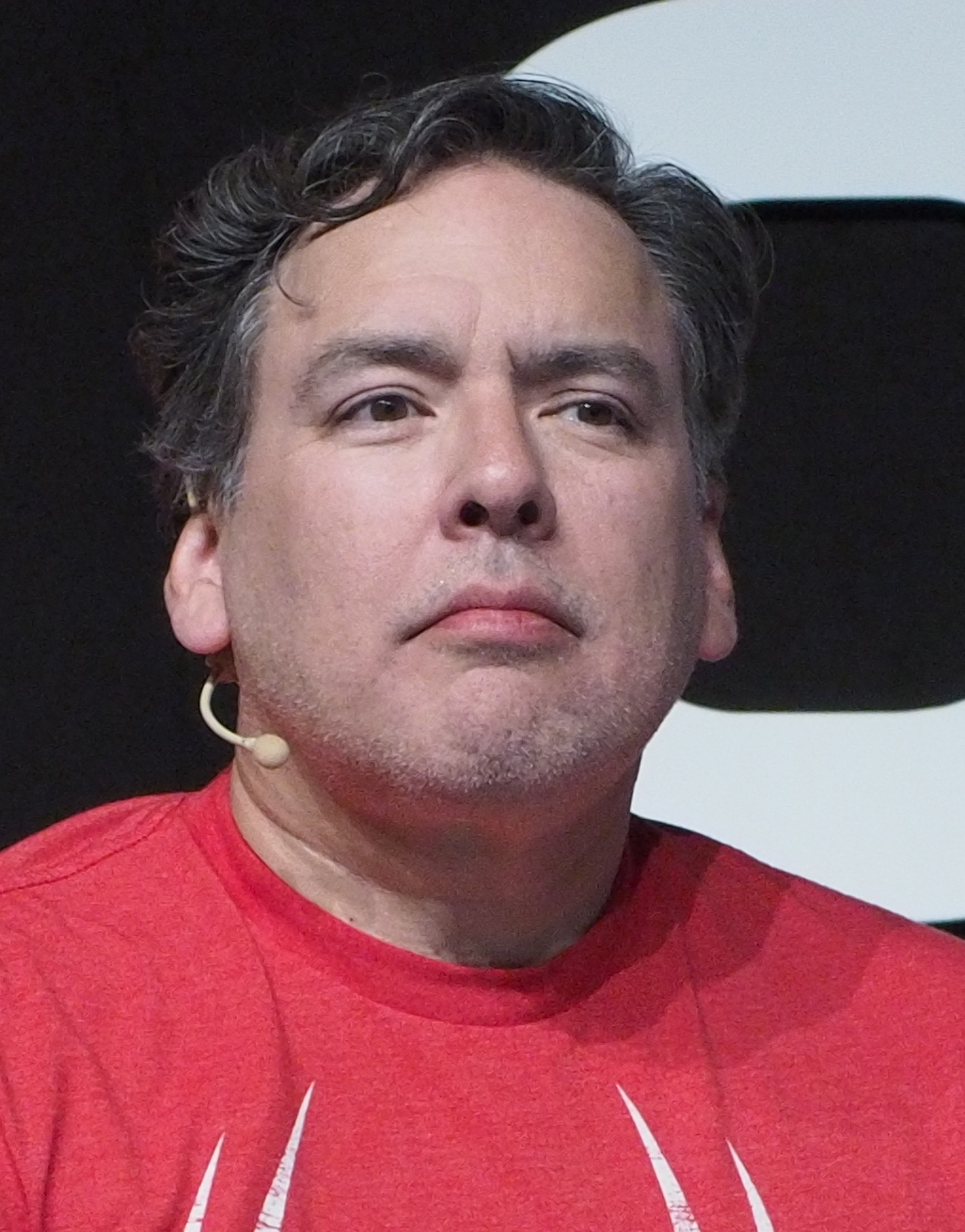
Shawn Layden (2018)

Shawn Layden (* 25. Juni 1961) ist ein US-amerikanischer Geschäftsmann und war der Vorsitzende von SIE Worldwide Studios. Zuvor war er Präsident und CEO von Sony Interactive Entertainment America (SIEA) sowie Executive Vice President und COO von Sony Network Entertainment International (SNEI).

## Karriere
Layden trat 1987 in die Abteilung für Unternehmenskommunikation von Sony in Tokio, Japan, ein und war mehrere Jahre lang der Kommunikationsassistent des Sony-Mitbegründers Akio Morita. Layden leitete die internationale Softwareentwicklung im Londoner Studio von Sony Computer Entertainment, bis er 1999 Vizepräsident von Sony Computer Entertainment Europe wurde. Nach fast neun Jahren wurde er im Oktober 2007 Präsident von Sony Computer Entertainment Japan, eine Position, die er bis März 2010 innehatte. Im Jahr 2010 war er eines der Gründungsmitglieder von Sony Network Entertainment International und fungierte als dessen Executive Vice President und COO.
Im April 2014 trat Layden die Nachfolge von Jack Tretton als Präsident und CEO von SCEA an, nachdem Tretton im Monat zuvor von dieser Position zurückgetreten war. Nach seiner Ernennung zum Präsidenten nahm Layden von 2014 bis 2018 an Sonys Konferenzen auf der E3 teil.
Im März 2018 verlagerte sich Laydens Rolle dahin, sich ausschließlich auf die Worldwide Studios zu konzentrieren, um „plattformdefinierende Inhalte zu liefern, die das Wachstum von SIE vorantreiben.“
Am 30. September 2019 gab Sony bekannt, dass Layden als CEO der SIE Worldwide Studios zurücktritt. Journalisten vermuteten damals, dass dies auf einen internen Machtkampf mit SIE-Präsident Jim Ryan über die weitere Umstrukturierung und Globalisierung von SIE zurückzuführen sei. Im September 2021 erklärte Layden jedoch, dass er sich aufgrund von Erschöpfung zurückziehe, da er glaube, dass die Markteinführung der PlayStation 5 ein „guter Zeitpunkt sei, um mein Vermächtnis zu beenden.“
Im September 2022 gab Layden bekannt, dass er sich Tencent Games als strategischer Berater angeschlossen hat.

## Persönliches
Layden schloss sein Studium an der University of Notre Dame 1983 mit einem Bachelor of Arts in Amerikanistik ab. Er spricht fließend Japanisch.